# تاجیکستان در المپیک تابستانی ۲۰۱۲
تاجیکستان در بازی‌های المپیک تابستانی ۲۰۱۲ با ۱۶ ورزشکار در ۷ رشتهٔ ورزشی شرکت داشت. موزونه چوریوا مشتزن زن تاجیکستان تنها گردن‌اویز برنز این کشور را به دست آورد.
| مدال | نام             | رشته   | مسابقه      | تاریخ    |
| ---- | --------------- | ------ | ----------- | -------- |
| برنز | Мавзуна Чориева | مشتزنی | مشتزنی زنان | ۱۸ مرداد |